# Treze Tílias
Treze Tílias (ou Dreizehnlinden dans le dialecte allemand local) est une ville brésilienne de l'ouest de l'État de Santa Catarina.

## Géographie
Treze Tílias se situe par une latitude de 27° 00′ 06″ sud et par une longitude de 51° 24′ 23″ ouest, à une altitude de 796 mètres.
Sa population était de 6 342 habitants au recensement de 2010. La municipalité s'étend sur 185 km2.
Elle fait partie de la microrégion de Joaçaba, dans la mésorégion Ouest de Santa Catarina.

## Histoire
Dans les années 1930, dans une Autriche en plein marasme économique, le ministre de l'agriculture de l'époque, Andreas Thaler, décida d'immigrer vers le Brésil, accompagné de quelques centaines d'immigrants autrichiens à la recherche de meilleures conditions de vie. Arrivés dans l'intérieur de l'État de Santa Catarina, ils y trouvent un climat tempéré et des terres fertiles, propice à la fondation d'une colonie. Son nom est tiré d'un poème de langue allemande, « Die Dreizehnlinden » (Treze Tílias, en portugais) de Wilhelm Weber.

## Culture
Venus du Tyrol, les immigrants autrichiens ne se fondirent pas dans la population d'ascendance allemande qui occupait déjà la région. La culture de la ville en garde des caractéristiques typiques des régions tyroliennes.
L'allemand est encore fréquemment utilisé par les habitants, à côté du portugais. L'économie de la ville est principalement basée sur l'agriculture, notamment l'élevage de vaches laitières, l'artisanat à base de bois et enfin le tourisme.
Le Castelinho, résidence du ministre, construite en 1933, abrite aujourd'hui le Musée Municipal Andreas Thaler.

## Villes voisines
Treze Tílias est voisine des municipalités (municípios) suivantes :
- Água Doce
- Salto Veloso
- Arroio Trinta
- Iomerê
- Ibicaré